# Entypesa
Entypesa là một chi nhện trong họ Nemesiidae.
Entypesa được miêu tả năm 1902 bởi Simon.

## Các loài
Entypesa có các loài sau:
- Entypesa annulipes (Strand, 1907)
- Entypesa nebulosa Simon, 1902
- Entypesa schoutedeni Benoit, 1965